# Nevillella
Nevillella es un género de foraminífero bentónico invalidado por ser considerado nombre superfluo de Nevillea de la subfamilia Chernyshinellinae, de la familia Tournayellidae, de la superfamilia Tournayelloidea, del suborden Fusulinina y del orden Fusulinida. Su especie tipo era Georgella dytica. Su rango cronoestratigráfico abarcaba el Dinantiense (Carbonífero inferior).

## Discusión
Algunas clasificaciones más recientes incluirían Nevillella en la familia Chernyshinellidae, y en el suborden Tournayellina, del orden Tournayellida, de la subclase Fusulinana y de la clase Fusulinata.

## Clasificación
Nevillella incluía a la siguiente especie:
- Nevillella dytica †